# Kîianivka, Bar
Kîianivka (în ucraineană Киянівка) este un sat în comuna Mîtkî din raionul Bar, regiunea Vinnița, Ucraina.

## Demografie
Componența lingvistică a localității Kîianivka
     Ucraineană (98,99%)
     Rusă (1,01%)
Conform recensământului din 2001, majoritatea populației localității Kîianivka era vorbitoare de ucraineană (98,99%), existând în minoritate și vorbitori de rusă (1,01%).